# Astrofylliet

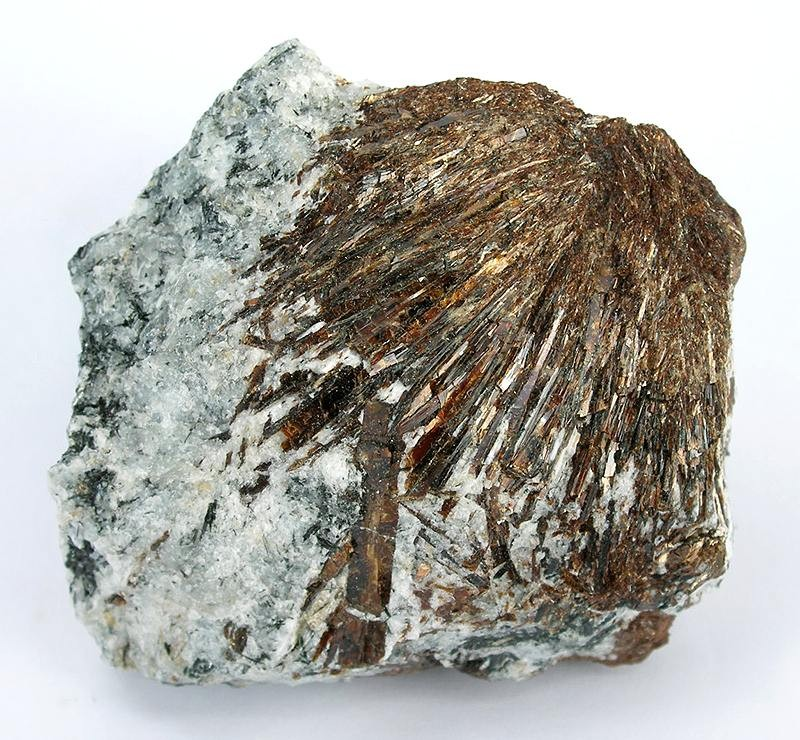

Het mineraal astrofylliet is een kalium-natrium-ijzer-mangaan-titanium-silicaat met de chemische formule K2Na(Fe2+,Mn)7Ti2Si8O26(OH)4. Het behoort tot de inosilicaten.

## Eigenschappen
Het goudgele, bronsgele of bruin tot bruinrode astrofylliet heeft een diamant- tot parelglans, een geelbruine streepkleur en een perfecte splijting volgens het kristalvlak [001]. De gemiddelde dichtheid is 3,34 en de hardheid is 3 tot 3,5. Het kristalstelsel is triklien en de radioactiviteit van het mineraal is nauwelijks meetbaar. De gamma ray waarde volgens het American Petroleum Institute is 85,21.

## Naamgeving
De naam van het mineraal astrofylliet is een samenstelling van de Oudgriekse woorden ἄστρον (astron), "ster" en φύλλον (phullon), "blad".

## Voorkomen
Het mineraal astrofylliet komt met name voor in zirkonium-houdende syenieten. De typelocatie is de Langesundfjord, vlak bij Brevik, Noorwegen.